# 迪日
迪日（法語：Diges，法語發音：[diʒ]）是法国约讷省的一个市镇，属于欧塞尔区。

## 地理
迪日（47°43'46"N, 3°23'53"E）面积35.84 平方千米，位于法国勃艮第-弗朗什-孔泰大區约讷省，该省份为法国中北部内陆省份，西接卢瓦雷省，西北接塞纳-马恩省，南至涅夫勒省，东临科多尔省，东北与奥布省接壤。
与迪日接壤的市镇（或旧市镇、城区）包括：普兰、勒尼、库朗日龙、埃康、瓦讷河畔穆兰、瓦讷、帕尔利、图西。

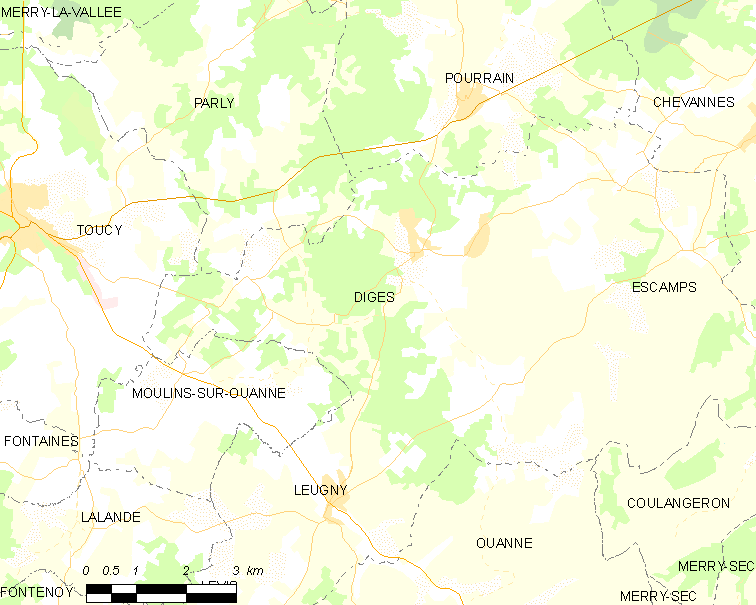
迪日的OSM定位图

迪日的时区为UTC+01:00、UTC+02:00（夏令时）。

## 行政
迪日的邮政编码为89240，INSEE市镇编码为89139。

## 政治
迪日所属的省级选区为皮赛中心县。

## 人口

1962-2008年间迪日人口变化图示

迪日于2022年1月1日时的人口数量为1059人。